# 米列斯德拉波尔沃罗萨
米列斯德拉波尔沃罗萨，是西班牙卡斯蒂利亚-莱昂萨莫拉省的一个市镇。 总面积18平方公里，总人口267人（2001年），人口密度15人/平方公里。